# Gersau
Gersau är en ort och kommun i distriktet Gersau i kantonen Schwyz, Schweiz. Kommunen hade 2 414 invånare (2023). Orten är en kurort, belägen på Vierwaldstättersjöns norra strand, vid foten av Rigi.
Gersau har varit välbesökt på grund av sitt vackra skyddade läge och milda klimat. Från 1390 till 1798 var Gersau en självständig (riksomedelbar från 1433) republik, den minsta i världen. Efter att ha annekterats av den helvetiska republiken (1798) och återfått självständighet (1814) införlivades orten motvilligt i kantonen Schwyz (1818).